# 橫濱市立圖書館

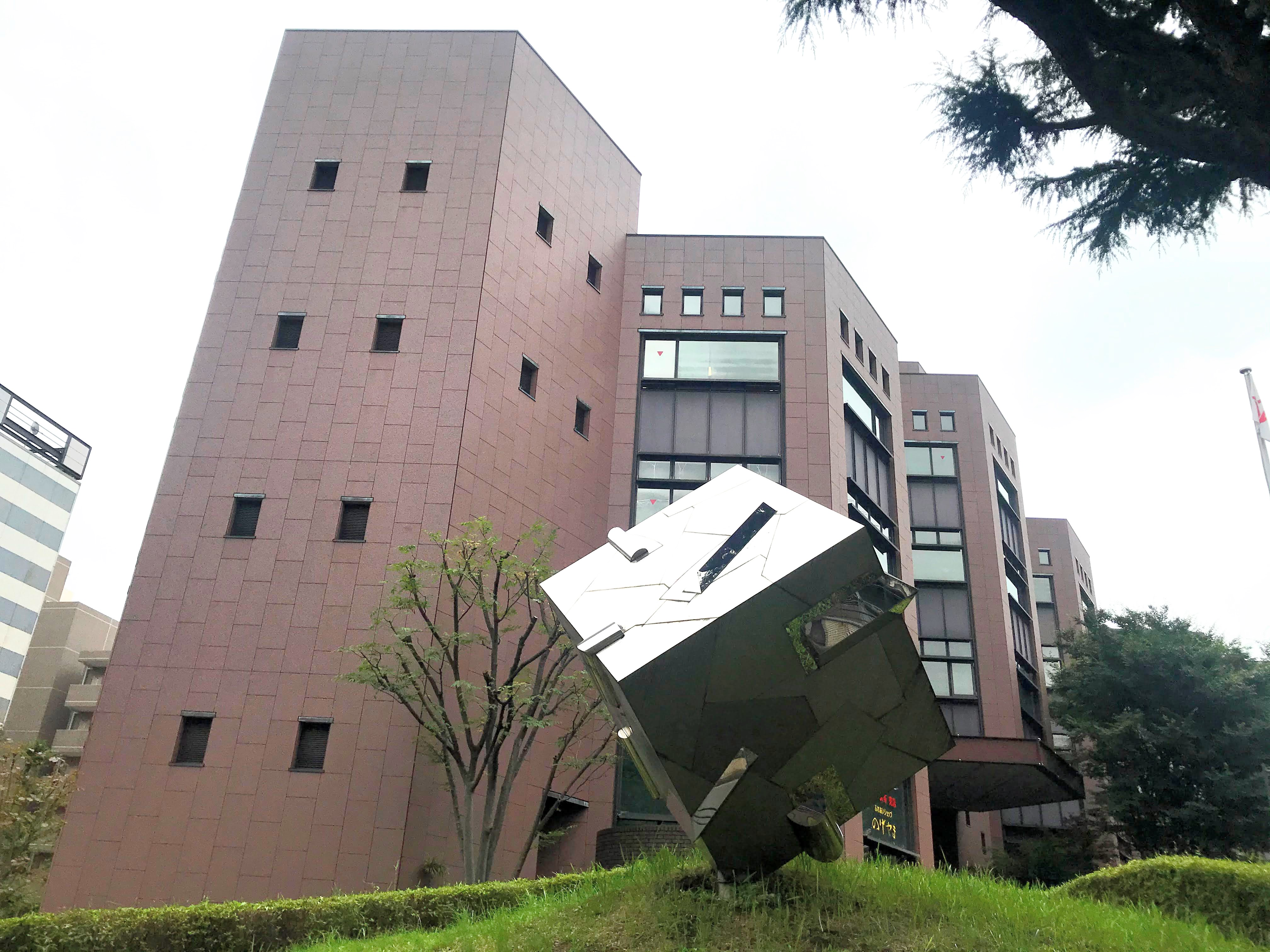
中央圖書館

橫濱市立圖書館（日语：／ Yokohama shiritsu toshokan */?）是日本神奈川縣橫濱市的市立圖書館，在橫濱市的18個區各設有一個圖書館，共收藏有約411萬冊圖書。圖書館的前身是橫濱市圖書館，設立於1921年。1994年，橫濱市立圖書館實現各區均設有圖書館。規模最大的橫濱市中央圖書館位於西區。橫濱市立圖書館的藏書總數在日本的市町村立圖書館中居於第一。橫濱市立圖書館的18個圖書館中，青葉區的橫濱市山內圖書館由書店有鄰堂運營。

## 外部連結
- 横浜市立図書館の公式ホームページ （页面存档备份，存于）
- 横浜市立図書館各館案内図 （页面存档备份，存于）
- 移動図書館はまかぜ号 （页面存档备份，存于）
- 横浜市立図書館年報 （页面存档备份，存于）
- 横浜市立図書館 図書の寄贈のお願い （页面存档备份，存于）
- 横浜の図書館の発展を願う会 （页面存档备份，存于）
- つづき図書館ファン倶楽部 （页面存档备份，存于）
- 港北図書館友の会 （页面存档备份，存于）